# 樽海鞘群算法
樽海鞘群算法（英語：Salp Swarm Algorithm， SSA），又称樽海鞘群优化（英語：Salp Swarm Optimizaiton, SSO)，是由Mirjalili et al. 在2017年提出的一种元启发式算法。
该算法受樽海鞘群捕食规律启发。在粒子数量受限的情况下，该算法比其他算法更有效。

## 算法原理
樽海鞘群分为领导者和追随者，领导者向食物移动，而其追随者成链式运动进行跟随。

## 算法实现
参数设置: 
-{\displaystyle N}为樽海鞘种群数量
-{\displaystyle j}为求解维度
-{\displaystyle ub_{j}}（upper bound）为求解上边界
-{\displaystyle lb_{j}} （lower bound） 为求解下边界
-{\displaystyle T}为最大迭代次数
-{\displaystyle t}为当前迭代次数
初始化种群。请注意，因为樽海鞘群成链式运动，所以在上边界和下边界均匀分布的初始化最适合本算法，也有论文提出使用混沌序列进行初始化。总之，随机初始化很可能导致结果不理想，条件允许尽量不要采用随机初始化。
在计算机语言中，种群通常用数组表示，这里用{\displaystyle x_{j}^{i}}表示粒子位置，{\displaystyle i}表示第几个粒子，{\displaystyle j}表示粒子所在维度数。
领导者位置更新公式： {\displaystyle x_{j}^{1}={\begin{cases}F_{j}+c_{1}((ub_{j}-lb_{j})c_{2}+lb_{j})&{\text{ }}c_{3}\geqslant 0.5\\F_{j}-c_{1}((ub_{j}-lb_{j})c_{2}+lb_{j})&{\text{ }}c_{3}<0.5\end{cases}}}
其中，{\displaystyle x_{j}^{1}}表示领导者位置，{\displaystyle F_{j}}表示当前最优解位置（食物位置），{\displaystyle c_{1}}为平衡开发与探索的系数，其公式为：{\displaystyle c_{1}=2e^{-\left({\frac {4t}{T}}\right)^{2}}}，其中e为自然常数，{\displaystyle t}为当前迭代次数，{\displaystyle T}为最大迭代次数，{\displaystyle c_{2}}、{\displaystyle c_{3}}为0~1的随机数。
追随者位置更新公式： {\displaystyle x_{j}^{i}=x_{j}^{i}+x_{j}^{i-1}}
其中，等式左边的{\displaystyle x_{j}^{i}}表示第{\displaystyle i}个樽海鞘的更新位置，等式右边的{\displaystyle x_{j}^{i}}表示第{\displaystyle i}个樽海鞘当前的位置，{\displaystyle x_{j}^{i-1}}表示第{\displaystyle i-1}个樽海鞘的位置。

## 改进的樽海鞘群算法
与其他元启发式算法一样，樽海鞘群算法也会遇到收敛速度和被限制在局部最优解的情况，以下介绍几种优化的方法。
- 在可以保证不被限制局部最优解的情况下，收敛速度不理想的情况可以通过动态增加领导者数量来解决。在迭代初始，设1个领导者，此时算法能充分探索，在迭代末尾，设{\displaystyle {N \over 2}}个领导者，此时算法能迅速收敛。领导者数量可用常见函数{\displaystyle n=e^{f(t,T)}}计算，{\displaystyle n}为计算得出的领导者数量，{\displaystyle f(t,T)}为根据具体情况所得出的函数。

- 被限制在局部最优解时可以通过增加疯狂粒子[1]来增加算法的探索能力
- 有论文[3]提出在SSA算法中引入Lévy flight[4]

## 樽海鞘算法的实际应用
在光伏发电，最大功率的追踪算法（Maximum power point tracking，MPPT）。